# Inaba Masamori
Inaba Masamori est un nom japonais traditionnel ; le nom de famille (ou le nom d'école), Inaba , précède donc le prénom (ou le nom d'artiste).
Inaba Masamori (稲葉 正盛, 4 novembre 1791-21 janvier 1820) est un fudai daimyō du domaine de Tateyama à la fin de l'époque d'Edo de l'histoire du Japon.

## Biographie
Inaba Masamori est le fils ainé d'Inaba Masatake, précédent daimyō du domaine de Tateyama. À la retraite de son père en 1812, il succède à la tête du clan Tateyama Inaba et dans la position de daimyō de Tateyama. Cependant, alors qu'il est affecté au service de la garde du château d'Osaka, il tombe malade et meurt. Inaba Masatake était marié à une fille de Honda Tadashige, daimyō du domaine d'Izumi dans la province de Mutsu. Sa tombe se trouve au sous-temple du Rinshō-in dans l'enceinte du Myōshin-ji à Kyoto.

## Source de la traduction
- (en) Cet article est partiellement ou en totalité issu de l’article de Wikipédia en anglais intitulé « Inaba Masamori » (voir la liste des auteurs).